# Lucien Mérignac
Louis Lucien Mérignac (Parigi, 5 ottobre 1873 – Parigi, 28 febbraio 1941) è stato uno schermidore francese, vincitore di una medaglia d'oro nella scherma ai giochi olimpici.